# Samuel Cohen
Samuel Cohen (în ebraică שמואל כהן‎‎ Shmuel Cohen; (în rusă:Samuil Kogan)  n. 1870, Ungheni, Basarabia, Imperiul Rus – d. 28 martie 1940, Rishon Letzion, Palestina sub mandat britanic) a fost un țăran și compozitor evreu palestinian, originar din Moldova, care a compus muzica imnului național al Israelului, Hatikva.
Născut la Ungheni, în Basarabia, Cohen este binecunoscut astăzi pentru compunerea muzicii imnului național al Israelului, Hatikvah. În timp ce locuia în orașul Rishon LeZion din Palestina, Cohen a pus pe muzică un poem scris de Naftali Herz Imber. Muzica actualului imn este prelucrată după un cântec popular moldovenesc „Carul cu boi”, care este cunoscut în România și pe alte texte -mai ales  „Cântecul de mai” (Luncile s-au deșteptat), parțial „Cucuruz cu frunza-n sus” etc.
În alte culturi se mai întâlnesc melodii care trezec o anumită asociație  cu Hatikva ca de pildă dansul italian medieval „La Mantovana”, cântecul popular ucrainean „Katerîna Kucereava” sau „Caterina cea creață”, cântecul „Oh, Vaermeland” din Suedia, unele melodii basce, sefarde și liturgice creștine din Spania, cântecul „Pod Krakowem” din Polonia) sau cea care a fost folosită de compozitorul ceh Bedřich Smetana în poemul său simfonic „Die Moldau/Vltava”. Conform lui Cohen însă, compoziția sa are la bază o melodie din folclorul românesc, "Hăi, cea" (alt titlu folosit pentru Carul cu boi).